# Cohen-Gletscher
Der Cohen-Gletscher ist ein kleiner Gletscher im Königin-Maud-Gebirge in der antarktischen Ross Dependency. In der Herbert Range fließt er vom Mount Cohen in nördlicher Richtung zum Strøm-Gletscher, den er unweit des Ross-Schelfeises erreicht.
Die Südgruppe der von 1963 bis 1964 dauernden Kampagne im Rahmen der New Zealand Geological Survey Antarctic Expedition benannte ihn in Anlehnung an die Benennung des Mount Cohen. Dessen Namensgeber ist der US-amerikanische Filmproduzent Emanuel Cohen (1892–1977) von Paramount Pictures, der bei der Zusammenstellung der Filmaufnahmen über die Byrd Antarctic Expedition (1928–1930) behilflich war.